# Chill (singel Ekipy)
Chill – singel Ekipy Friza z debiutanckiego albumu studyjnego Sezon 3. Singel został wydany 1 maja 2021 roku. Tekst utworu został napisany przez Ekipę Friza.
Nagranie uzyskało certyfikat trzykrotnie platynowej płyty w 2021 roku.
Singel zdobył ponad 38 milionów wyświetleń w serwisie YouTube (2023) oraz ponad 12 milionów odsłuchań w serwisie Spotify (2023).

## Nagrywanie
Utwór został wyprodukowany przez Donatana. Za mix/mastering utworu odpowiada Jarosław “JARO” Baran. Tekst do utworu został napisany przez Ekipę Friza.

## Twórcy
- Ekipa Friza – słowa[1][2]
- Ekipa Friza – tekst[1]
- Donatan – produkcja[1]
- Jarosław “JARO” Baran – mix/mastering[1][2]